# Aeroportul Videira
Aeroportul Videira (IATA: VIA, ICAO: SSVI) este un aeroport din Santa Catarina, Brazilia ce deservește zona Videira. Aeroportul a fost tranzitat în 2006 de 579 de pasageri. A fost numit după zona deservită.
Situat la o altitudine de 840 m, aeroportul dispune de 1 pistă. Este operat de Videira.

## Infrastructură

### Piste
Aeroportul dispune de o singură pistă. Pista 9/27 are suprafața de asfalt și dimensiunile 1.460 m × 40 m. 